# TRIS-museum

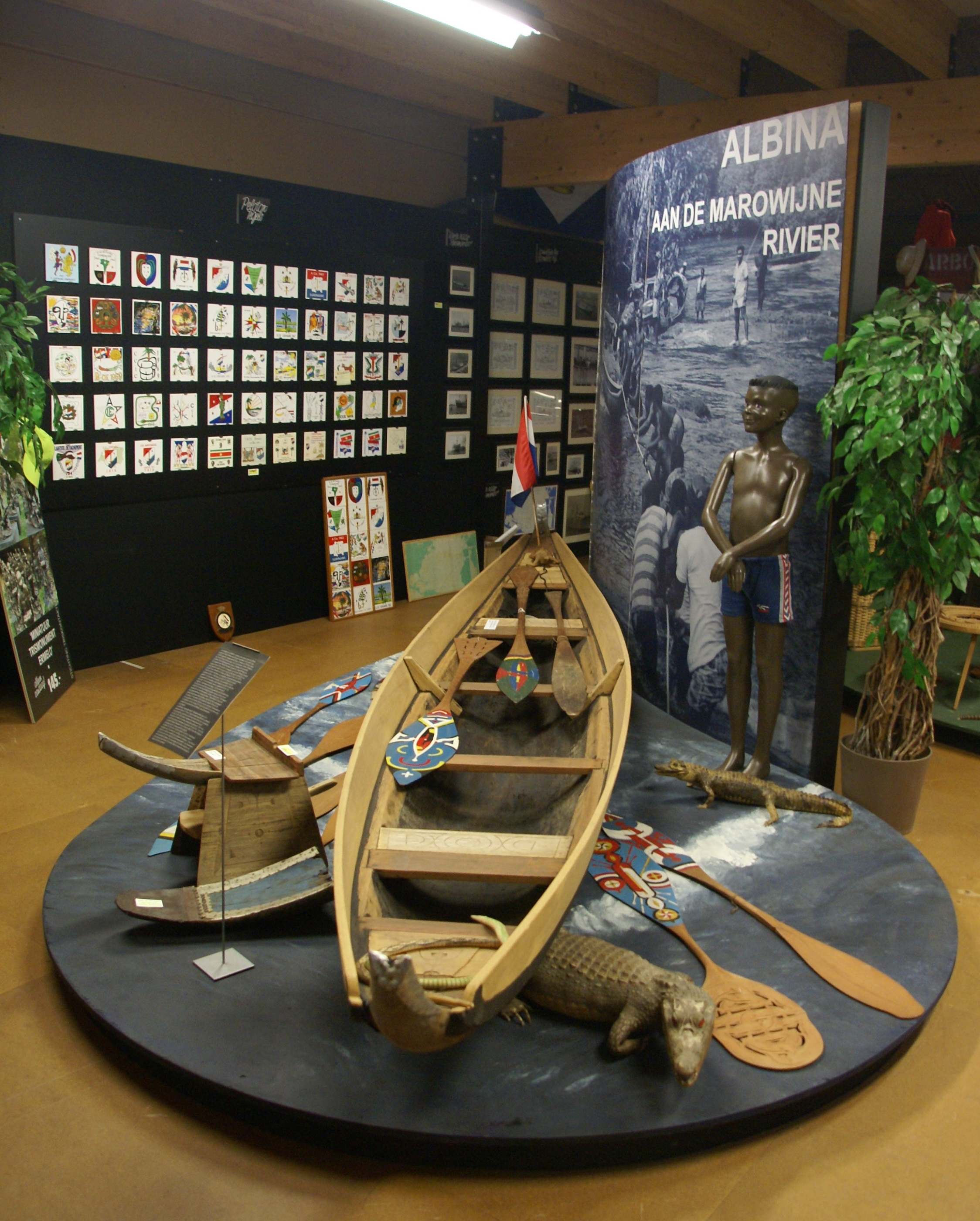
Een korjaal met links op de achtergrond een wand met pelotons-embleemtegeltjes.

Het TRIS-museum is een museum gericht op de geschiedenis van de troepenmacht in Suriname, afgekort TRIS, in de periode 1945-1975. Het museum is gevestigd aan de Burgemeester de Bruïnelaan 138a in de Zuid-Hollandse plaats Zwijndrecht.

## Geschiedenis
Het TRIS-museum is een initiatief van de Stichting Triskontakten Zwijndrecht. Het museum opende begin 2013 zijn deuren.

## Collectie
De vaste collectie omvat een gevarieerde verzameling van attributen zoals legerjeeps en bestelauto's, hangmatten, uniformen en zendapparatuur, naast foto's en krantenknipsels die de herinnering aan de troepenmacht in Suriname levend houden. Met deze collectie wordt een beeld gegeven van hoe het leven van de - voornamelijk dienstplichtige - militairen in Suriname eruitzag. Daarnaast geeft de collectie een beeld van Suriname in de periode 1945-1975. De collectie vult drie verdiepingen in een grote loods, waarbij op de begane grond de voertuigen staan opgesteld en op de bovenliggende verdiepingen de expositie is ingericht.

## Fotogalerij

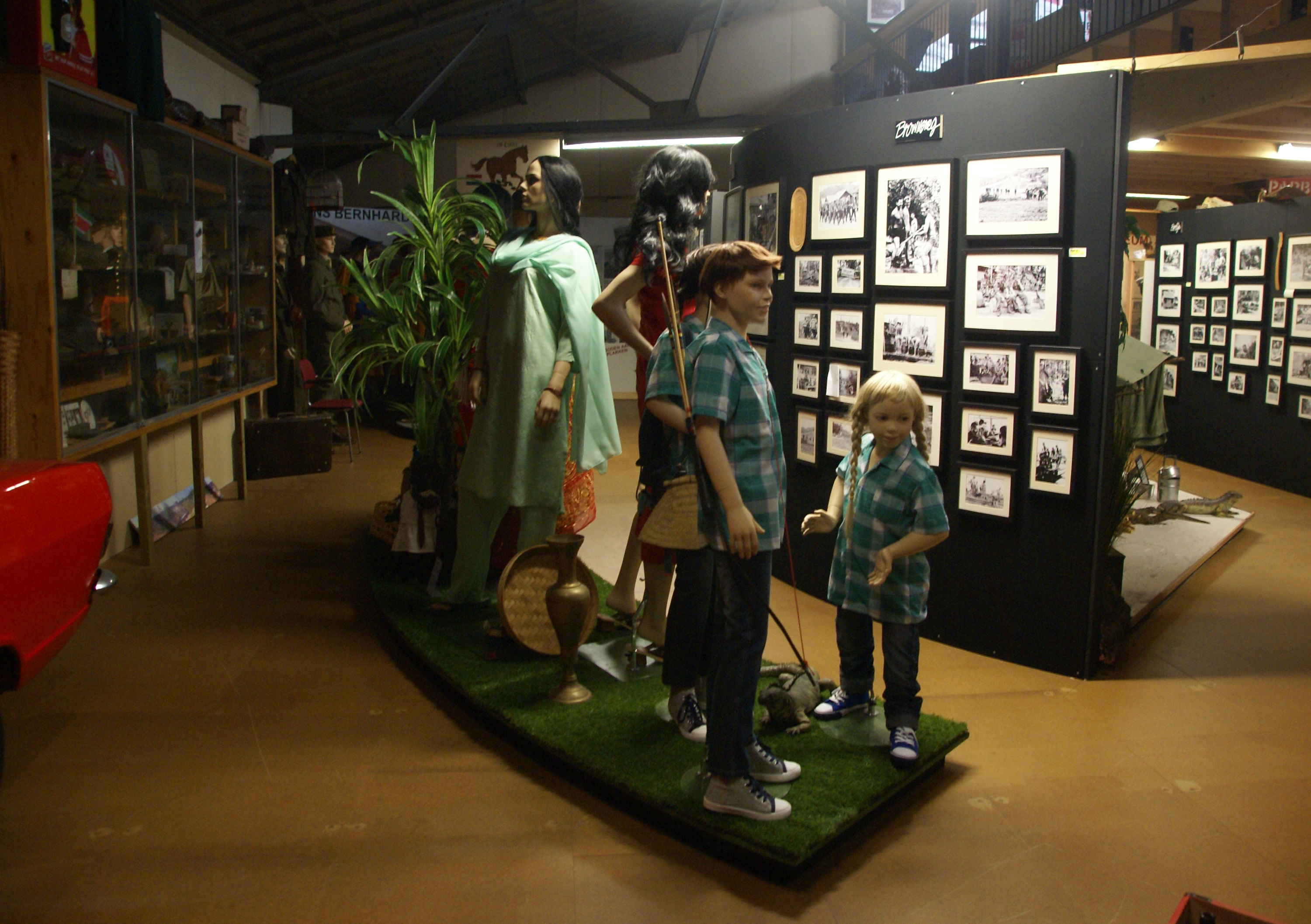
De expositieruimte met foto's en voorbeelden van kledij.
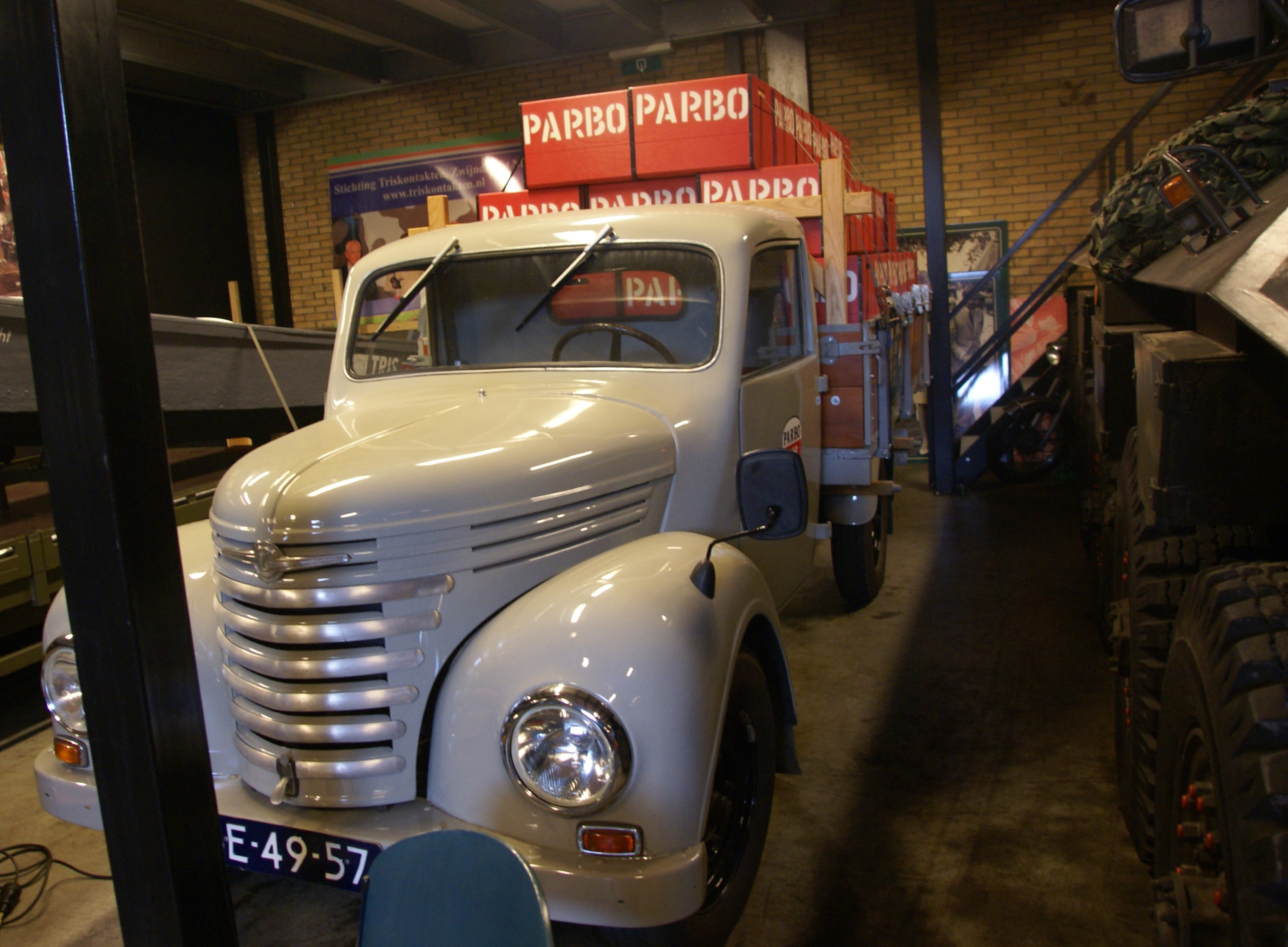
Pickup beladen met kratten Parbo Bier.